# Frank Stanton
Pour les articles homonymes, voir Stanton.
Frank Nicholas Stanton, né le 20 mars 1908 et mort le 24 décembre 2006, est un dirigeant de télévision américain. De 1946 à 1971 il est président de la chaîne de télévision américaine CBS.

## Biographie
Il débute en 1933 chez CBS après avoir envoyé sa thèse de doctorat intitulée A Critique Of Present Methods and a New Plan for Studying Radio Listening Behavior aux hauts responsables de CBS qui lui proposent un emploi. Il réalise ensuite une étude nommée Memory for Advertising Copy Presented Visually vs. Orally utilisée par les équipes commerciales de CBS pour démarcher de nouveaux sponsors, avec succès. 
En 1946, Frank Stanton est nommé président de CBS tandis que William S. Paley devient le président du directoire. Le costume rayé et coloré mais impeccable, de couleur bleu ardoise digne d'une garde-robe, la chemise écrue, la cravate bleue œuf de merle avec des reflets safran ont fait de Stanton « le meilleur argument pour une télévision en couleur » dans l'esprit d'un vice-président de CBS sardonique.
Il préside CBS de 1946 à 1971, et en devient vice-président du conseil d'administration jusqu'en 1973. Il est également président du conseil d'administration de la RAND Corporation de 1961 à 1967.
Une association philanthropique, la fondation Stanton, est créée à sa mort en son honneur.